# August Schiøtt

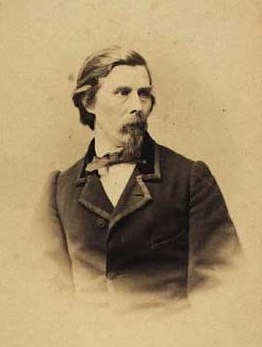
August Schiøtt

Heinrich August Georg Schiøtt, född 17 december 1823 i Helsingör, död 25 juni 1895 i Hellebæk, Danmark, var en dansk målare och titulärprofessor.
Han var son till tullförvaltaren och kammarrådet Heinrich Erpecum Schiøtt och Anna Sophie Marie Fleron och gift första gången 1850–1853 med Betty Augusta Ultima Søht, och andra gången 1855–1857 med Mariane Ogilvie samt far till Elisabeth Schiøtt. Han studerade från 1841 vid Det Kongelige Danske Kunstakademi där han vann den lilla och stora silvermedaljen 1846. Efter studierna företog han under tio års tid vidsträckta studieresor i Europa där han under en tid arbetade på Léon Cogniets ateljé i Paris. Han debuterade i en samlingsutställning 1844 och han medverkade i Charlottenborgsutställningarna 1844–1895, Parissalongen 1850 samt i de Nordiska utställningarna 1872 och 1883. Han utnämndes till titulärprofessor 1866 och blev riddare av Dannebrogorden 1880. Som porträttmålare var han oerhört flitig och han överöstes med beställningar eftersom han hörde till dåtidens mest eftertraktade konstnärer. Under 1860-talet besökte han Sverige ett flertal gånger för att måla beställda porträtt av den svenska adeln bland annat målade han av greve GM Hamilton och greve HD Hamilton 1862. Han medverkade i Konstakademiens utställningar i Stockholm 1866 och 1870. Hans konst består förutom porträtt av landskapsmålningar och genrebilder. Schiøtt är representerad vid National Portrait Gallery i London och Det Nationalhistoriske Museum på Frederiksborgs slott. 